# Tjarkasy
Tjarkasy (belarusiska: Чаркасы) är en agropolis i Belarus. Den ligger i voblasten Minsks voblast, i den centrala delen av landet, 21 km sydväst om huvudstaden Minsk. Tjarkasy ligger 227 meter över havet och antalet invånare är 525.

## Natur och klimat
Terrängen runt Tjarkasy är platt. Runt Tjarkasy är det ganska tätbefolkat, med 52 invånare per kvadratkilometer.. Närmaste större samhälle, förutom Minsk i nordost, är Dziarzjynsk, 19,3 km sydväst om Tjarkasy.
Trakten runt Tjarkasy består till största delen av jordbruksmark.